# 马丁·普菲斯特
马丁·普菲斯特（德語： 瑞士標準德語發音：[ˈmartiːn ˈpfɪstər]，1963年7月31日—），瑞士历史学家、政治家，现任联邦委员会委员，国防、民防和体育部部长。